# Viola (Olaszország)
Viola település Olaszországban, Piemont régióban, Cuneo megyében. Lakosainak száma 371 fő (2023. január 1.). Viola Bagnasco, Garessio, Lisio, Monasterolo Casotto, Pamparato és Priola községekkel határos.

## Népesség
A település lakossága az elmúlt években az alábbi módon változott:
| Lakosok száma | 378  | 363  | 371  |
|               | 2017 | 2018 | 2023 |